# Княжицька сільська рада (Звенигородський район)
Кня́жицька сільська́ ра́да — адміністративно-територіальна одиниця та орган місцевого самоврядування у Звенигородському районі Черкаської області. Адміністративний центр — село Княжа.

## Загальні відомості
- Населення ради: 1 522 особи (станом на 2001 рік)

## Населені пункти
Сільській раді були підпорядковані населені пункти:
- с. Княжа

## Склад ради
Рада складалася з 16 депутатів та голови.
- Голова ради: Шевченко Наталія Петрівна
- Секретар ради: Панченко Таміла Олександрівна

### Керівний склад попередніх скликань
| Прізвище, ім'я, по батькові | Основні відомості                                                 | Дата обрання | Дата звільнення |
| --------------------------- | ----------------------------------------------------------------- | ------------ | --------------- |
| Шевченко Наталія Петрівна   | Сільський голова, 1962 року народження, освіта вища               | 26.03.2006   | 31.10.2010      |
| Шевченко Наталія Петрівна   | Сільський голова, 1962 року народження, освіта вища, позапартійна | 31.10.2010   |                 |

Примітка: таблиця складена за даними сайту Верховної Ради України

### Депутати
За результатами місцевих виборів 2010 року депутатами ради стали:

#### За суб'єктами висування
| Суб'єкт висування | Кількість обраних депутатів | %   |
| ----------------- | --------------------------- | --- |
| Самовисування     | 16                          | 100 |

#### За округами
| № округу | Прізвище, ім'я, по батькові      | Дата визнання обраним | Освіта             | Партійна приналежність | Відомості про обраного депутата                                            |
| -------- | -------------------------------- | --------------------- | ------------------ | ---------------------- | -------------------------------------------------------------------------- |
| 1        | Костенко Валентина Григорівна    | 05.11.2010            | вища               | позапартійна           | Княжицька сільська бібліотека, завідувачка                                 |
| 2        | Кочерга Володимир Юрійович       | 05.11.2010            | вища               | позапартійний          | тимчасово не працює                                                        |
| 3        | Микитюк Олена Юріївна            | 05.11.2010            | середня            | позапартійна           | Звенигородський територіальний центр, соціальний працівник                 |
| 4        | Пухтій Світлана Анатоліївна      | 05.11.2010            | середня спеціальна | позапартійна           | Звенигородське управління по експлуатації газового господарства, контролер |
| 5        | Снісар Світлана Миколаївна       | 05.11.2010            | вища               | член Народної партії   | Княжицький фельдшерсько-акушерський пункт, медична сестра                  |
| 6        | Гладченко Ольга Миколаївна       | 05.11.2010            | середня            | член Партії регіонів   | тимчасово не працює                                                        |
| 7        | Панченко Таміла Олексіївна       | 05.11.2010            | вища               | член Партії регіонів   | Княжицька сільська рада, секретар                                          |
| 8        | Шпара Сергій Анатолійович        | 05.11.2010            | середня            | позапартійний          | ТОВ «Агропроект-Княжа», електрик                                           |
| 9        | Свердліченко Андрій Анатолійович | 05.11.2010            | вища               | позапартійний          | тимчасово не працює                                                        |
| 10       | Гриб Наталія Василівна           | 05.11.2010            | середня            | позапартійна           | тимчасово не працює                                                        |
| 11       | Дудник Олена Іванівна            | 05.03.2012            | середня            | позапартійна           | Звенигородське РайСТ, продавець                                            |
| 12       | Міняйло Марія Миколаївна         | 05.11.2010            | середня            | позапартійна           | ТОВ «Агропроект-Княжа», робоча                                             |
| 13       | Кисіль Петро Іванович            | 05.11.2010            | середня            | позапартійний          | ТОВ «Агропроект-Княжа», механізатор                                        |
| 14       | Костенко Анатолій Петрович       | 05.11.2010            | вища               | позапартійний          | Княжицький НВК, вчитель                                                    |
| 15       | Черненко Ольга Анатоліївна       | 05.11.2010            | середня            | позапартійна           | приватний підприємець                                                      |
| 16       | Сайківський Сергій Іванович      | 05.11.2010            | середня            | позапартійний          | ТОВ «Агропроект-Княжа», столяр                                             |